# Италија на Европском првенству у атлетици у дворани 2013.
Италија је учествовала на 32. Европском првенству у дворани 2013 одржаном у Гетеборгу, Шведска, од 28. фебруара до 3. марта. Ово је било тридесет друго Европско првенство у атлетици у дворани од његовог оснивања 1970. године на којем је Италија учествовала, односно учествовала је на свим такмичењима до данас. Репрезентацију Италије представљало је 40 спортиста (21 мушкарац и 19 жена) који су се такмичили у 22 дисциплине (11 мушких и 11 женских).
На овом првенству Италија је заузела 8 место по броју освојених медаља са 5 освојених медаље (једна златна, једна сребрна и три бронзане). Поред тога оборена су три национална и пет лична рекорда и остварен је један набољи светски резултат сезоне и 5 најбољих личних резултата сезоне. У табели успешности према броју и пласману такмичара који су учествовали у финалним такмичењима (првих 8 такмичара) Италија је са 10 учесника у финалу заузела 8. место са 51 бодом.

## Учесници
| Мушкарци: - Микаел Туми — 60 м - Симоне Колио — 60 м - Лоренцо Валентини — 400 м - Eusebio Haliti — 400 м - Исалбет Хуарез — 400 м - Ђордано Бенедети — 800 м - Mohad Abdikadar Sheik Ali — 1.500 м - Najibe Salami — 1.500 м - Abdellah Haidane — 3.000 м - Паоло дал Молин — 60 м препоне - Стефано Тедеско — 60 м препоне - Ђанмарко Тамбери — Скок увис - Силвано Кезани — Скок увис - Марко Фасиноти — Скок увис - Ђорђо Пијантела — Скок мотком - Емануеле Катанија — Скок удаљ - Kevin Ojiaku — Скок удаљ - Стефано Тремиљоци — Скок удаљ - Данијеле Греко — Троскок - Микеле Бони — Троскок - Марко Додони — Бацање кугле | Жене: - Одри Ало — 60 м - Иленија Драјши — 60 м - Gloria Hooper — 60 м - Марија Енрика Спача — 400 м - Кјара Бацони — 400 м - Марта Милани — 800 м - Ђулија Виола — 1.500 м - Маргерита Мањани — 1.500 м - Зилвија Вајстајнер — 3.000 м - Вероника Борси — 60 м препоне - Марција Каравели — 60 м препоне - Микол Катанео — 60 м препоне - Алесија Трост — Скок увис - Роберта Бруни — Скок мотком - Ђорђа Бенеки — Скок мотком - Ђулија Либоа — Скок удаљ - Симона Ла Мантија — Троскок - Кјара Роза — Бацање кугле - Julaika Nicoletti — Бацање кугле |  |

## Освајачи медаља (5)

### Злато (1)
- Данијеле Греко — Троскок

### Сребро (1)
- Паоло дал Молин — 60 м препоне

### Бронза (3)
| - Микаел Туми — 60 м | - Вероника Борси — 60 м препоне - Симона Ла Мантија — Троскок |

## Резултати

### Мушкарци
| Атлетичар                 | Дисциплина   | Лични рекорд | Квалификације     | Квалификације     | Полуфинале            | Полуфинале            | Финале                | Финале               | Детаљи |
| Атлетичар                 | Дисциплина   | Лични рекорд | Резултат          | Место             | Резултат              | Место                 | Резултат              | Место                | Детаљи |
| ------------------------- | ------------ | ------------ | ----------------- | ----------------- | --------------------- | --------------------- | --------------------- | -------------------- | ------ |
| Микаел Туми               | 60 м         | 6,51 НР      | 6,59 КВ           | 1. у гр. 3        | 6,58 КВ               | 1. у гр. 1            | 6,52                  |                      |        |
| Симоне Колио              | 60 м         | 6,55         | 6,72 КВ           | 3. у гр. 2        | 6,89                  | 8. у гр. 2            | Није се квалификовао  | 16 / 22              |        |
| Лоренцо Валентини         | 400 м        | 46,88        | 47,82             | 4. у гр. 4        | Нису се квалификовали | Нису се квалификовали | Нису се квалификовали | 15 / 21 (23)         |        |
| Eusebio Haliti            | 400 м        | 47,24        | 47,93             | 4. у гр. 2        | Нису се квалификовали | Нису се квалификовали | Нису се квалификовали | 17 / 21 (23)         |        |
| Исалбет Хуарез            | 400 м        | 47,11        | Није завршио трку | Није завршио трку | Није се квалификовао  | Није се квалификовао  | Није се квалификовао  | Није се квалификовао |        |
| Ђордано Бенедети          | 800 м        | 1:47,60      | 1:53,44           | 5. у гр. 4        | Није се квалификовао  | Није се квалификовао  | Није се квалификовао  | 23 / 26 (28)         |        |
| Mohad Abdikadar Sheik Ali | 1.500 м      | 3:43,48      | 3:47,21           | 6. у гр. 3        |                       |                       | Нису се квалификовали | 19 / 24              |        |
| Najibe Salami             | 1.500 м      | 3:42,97      | 3:54,04           | 8. у гр. 1        | 24 / 24               |                       | Нису се квалификовали |                      |        |
| Abdellah Haidane          | 3.000 м      | 7:54,73      | 8:03,20           | 9. у гр. 2        | 17 / 20 (22)          |                       | Нису се квалификовали |                      |        |
| Паоло дал Молин           | 60 м         | 7,59         | 7,59 КВ, =ЛР      | 1. у гр. 4        | 7,58 КВ, ЛР           | 1. у гр. 1            | 7,51 НР               |                      |        |
| Стефано Тедеско           | 60 м         | 7,87         | 7,85 ЛР           | 1. у гр. 4        | Није се квалификовао  | Није се квалификовао  | Није се квалификовао  | 19 / 27              |        |
| Ђанмарко Тамбери          | Скок увис    | 2,30         | 2.23 кв           | 6. у гр. Б        |                       |                       | 2,29                  | 5 / 26 (27)          |        |
| Силвано Кезани            | Скок увис    | 2,33 НР      | 2,23              | 4. у гр. А        | Нису се квалификовали | 10 / 26 (27)          |                       |                      |        |
| Ђорђо Пијантела           | Скок мотком  | 5,55         | 5,50 =ЛРС         | 6. у гр. Б        | Нису се квалификовали | 12 / 23 (25)          |                       |                      |        |
| Емануеле Катанија         | Скок удаљ    | 7,96         | 7,78              | 7. у гр. Б        | Нису се квалификовали | 12 / 25               |                       |                      |        |
| Kevin Ojiaku              | Скок удаљ    | 7,91         | 7,56              | 6. у гр. А        | Нису се квалификовали | 17 / 25               |                       |                      |        |
| Стефано Тремиљоци         | Скок удаљ    | 7,95         | 7,26              | 13. у гр. А       | Нису се квалификовали | 25 / 25               |                       |                      |        |
| Данијеле Греко            | троскок      | 17,28        | 16,94 КВ          | 1.                | 17,70 ЛР, СРС         |                       |                       |                      |        |
| Микеле Бони               | троскок      | 16,65        | 16,43             | 14.               | Нису се квалификовали | 14 / 21 (22)          |                       |                      |        |
| Марко Додони              | Бацање кугле | 19,85        | 17,65             | 22.               | Нису се квалификовали | 22 / 24               |                       |                      |        |

### Жене
| Атлетичарка         | Дисциплина   | Лични рекорд | Квалификације    | Квалификације    | Полуфинале            | Полуфинале            | Финале                | Финале                | Детаљи |
| Атлетичарка         | Дисциплина   | Лични рекорд | Резултат         | Место            | Резултат              | Место                 | Резултат              | Место                 | Детаљи |
| ------------------- | ------------ | ------------ | ---------------- | ---------------- | --------------------- | --------------------- | --------------------- | --------------------- | ------ |
| Одри Ало            | 60 м         | 7,33         | 7,30 кв, ЛР      | 5. у гр. 1       | 7,33                  | 5. у гр. 1            | Није се квалификовала | 11 / 23 (24)          |        |
| Иленија Драјши      | 60 м         | 7,37         | 7,41             | 6. у гр. 2       | Нису се квалификовале | Нису се квалификовале | Нису се квалификовале | =17 / 23 (24)         |        |
| Gloria Hooper       | 60 м         | 7,40         | 7,41             | 5. у гр. 3       | Нису се квалификовале | Нису се квалификовале | Нису се квалификовале | =17 / 23 (24)         |        |
| Марија Енрика Спача | 400 м        | 53,00        | 53,79            | 4. у гр. 1       | Нису се квалификовале | Нису се квалификовале | Нису се квалификовале | 15 / 20               |        |
| Кјара Бацони        | 400 м        | 53,78        | 54,55            | 2. у гр. 2       | Нису се квалификовале | Нису се квалификовале | Нису се квалификовале | 18 / 20               |        |
| Марта Милани        | 800 м        | 2:05,32      | Дисквалификована | Дисквалификована | Није се квалификовала | Није се квалификовала | Није се квалификовала | Није се квалификовала |        |
| Ђулија Виола        | 1.500 м      | 4:15,77      | 4:13,80 кв, ЛР   | 4. у гр. 1       |                       |                       | 4:16,83               | 7 / 20                |        |
| Маргерита Мањани    | 1.500 м      | 4:12,44      | 4:15,85          | 5. у гр. 2       | Нису се квалификовале | 15 / 20               |                       |                       |        |
| Зилвија Вајстајнер  | 3.000 м      | 8:44,81 НР   | 9:12,73          | 6. у гр. 2       | Нису се квалификовале | 13 / 17 (18)          |                       |                       |        |
| Вероника Борси      | 60 м препоне | 8,00         | 8,05 КВ          | 2. у гр. 3       | 7,96 КВ, НР           | 2. у гр. 2            | 7,94 НР               |                       |        |
| Марција Каравели    | 60 м препоне | 8,03         | 8,09 КВ          | 4. у гр. 1       | 8,12                  | 6. у гр. 1            | Није се квалификовала | 13 / 23 (24)          |        |
| Микол Катанео       | 60 м препоне | 8,02         | 8,09 КВ, =ЛРС    | 2. у гр. 1       | 8,08 КВ, ЛРС          | 3. у гр. 1            | 8,11                  | 7 / 23 (24)           |        |
| Алесија Трост       | Скок увис    | 2,00         | 1,92 кв          | 8.               |                       |                       | 1,92                  | =4 / 19               |        |
| Роберта Бруни       | Скок мотком  | 4,60 НР      | 4,36             | 12.              | Нису се квалификовале | 12 / 20               |                       |                       |        |
| Ђорђа Бенеки        | Скок мотком  | 4,40         | 4,16             | 20.              | Нису се квалификовале | 20 / 20               |                       |                       |        |
| Ђулија Либоа        | Скок удаљ    | 6,01         | 5,94             | 19.              | Нису се квалификовале | 19 / 19               |                       |                       |        |
| Симона Ла Мантија   | Троскок      | 14,60        | 14,24 КВ         | 3.               | 14,26 ЛРС             |                       |                       |                       |        |
| Кјара Роза          | Бацање кугле | 18,68        | 17,87 кв         | 5.               | 18,37 ЛРС             | 4 / 16                |                       |                       |        |
| Julaika Nicoletti   | Бацање кугле | 17,17        | 16,28            | 16.              | Није се квалификовала | 16 / 16               |                       |                       |        |